# Malizia erotica
Malizia erotica (El periscopio) è un film del 1979 diretto da José Ramón Larraz.

## Trama
Il film narra delle prime pulsioni sessuali dell'adolescente Alfonsino, il quale vive in una famiglia benestante con una madre adultera e un padre allocco. Quando scopre che al piano di sopra del suo appartamento vive una coppia di affascinanti infermiere, cerca ogni scusa per entrare in contatto con loro e costruisce con le sue mani un periscopio artigianale con il quale spiarle.

## Produzione
Il film fa parte di un'ondata di film softcore realizzati in Spagna durante la seconda metà degli anni '70 come parte di un filone cinematografico noto come destape.

## Distribuzione
Il film uscì in Spagna il 26 febbraio 1979 e in Italia il 5 dicembre 1979.